# Schilthorn
Das Schilthorn ist ein bekannter und vielbesuchter Schweizer Aussichtsgipfel in den Berner Alpen im Kanton Bern auf 2970 m ü. M. Höhe. Es ist von Stechelberg und Mürren durch eine Luftseilbahn erschlossen. Auf dem Gipfel steht das Drehrestaurant Piz Gloria.

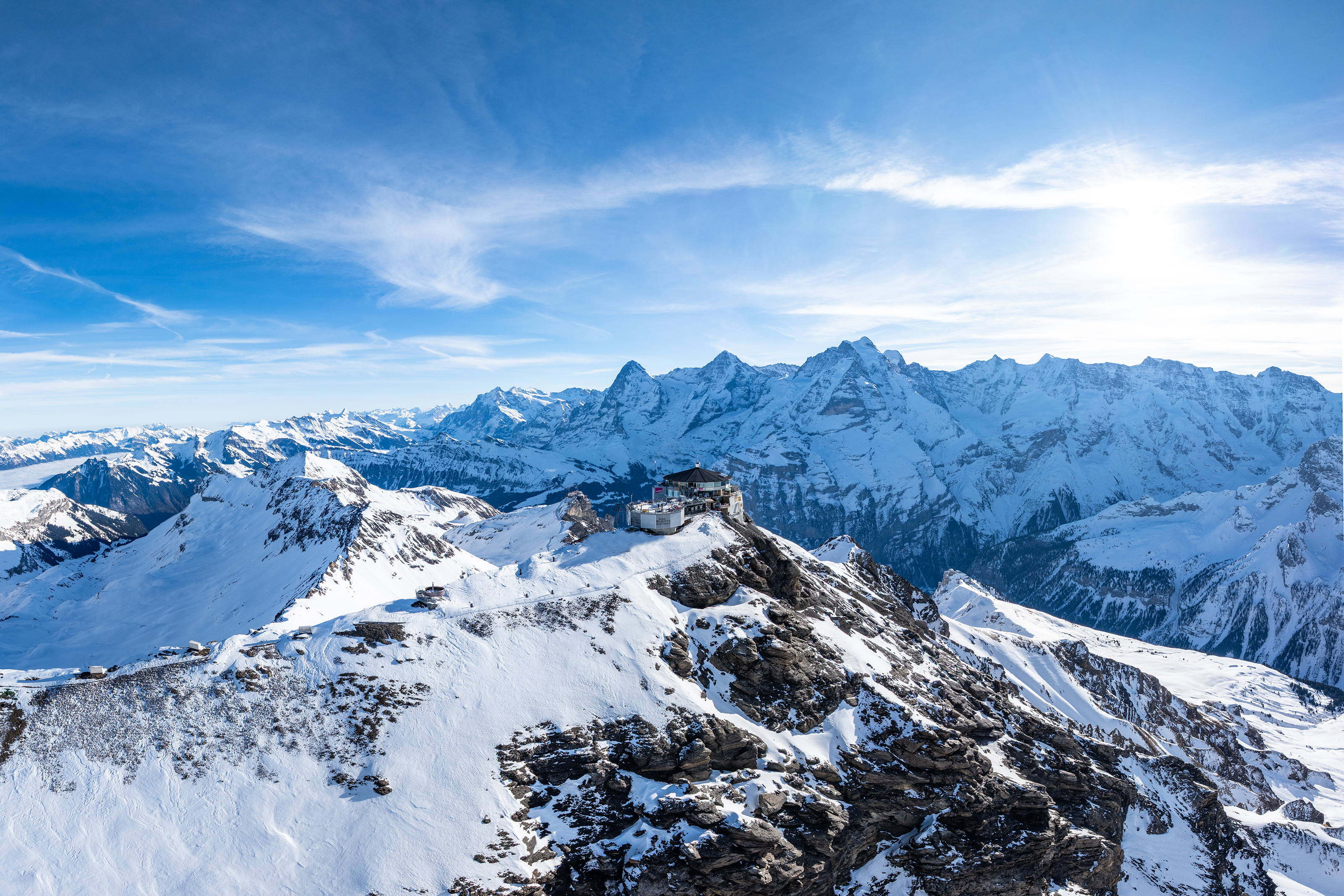
Gipfelgebäude mit Eiger Mönch und Jungfrau

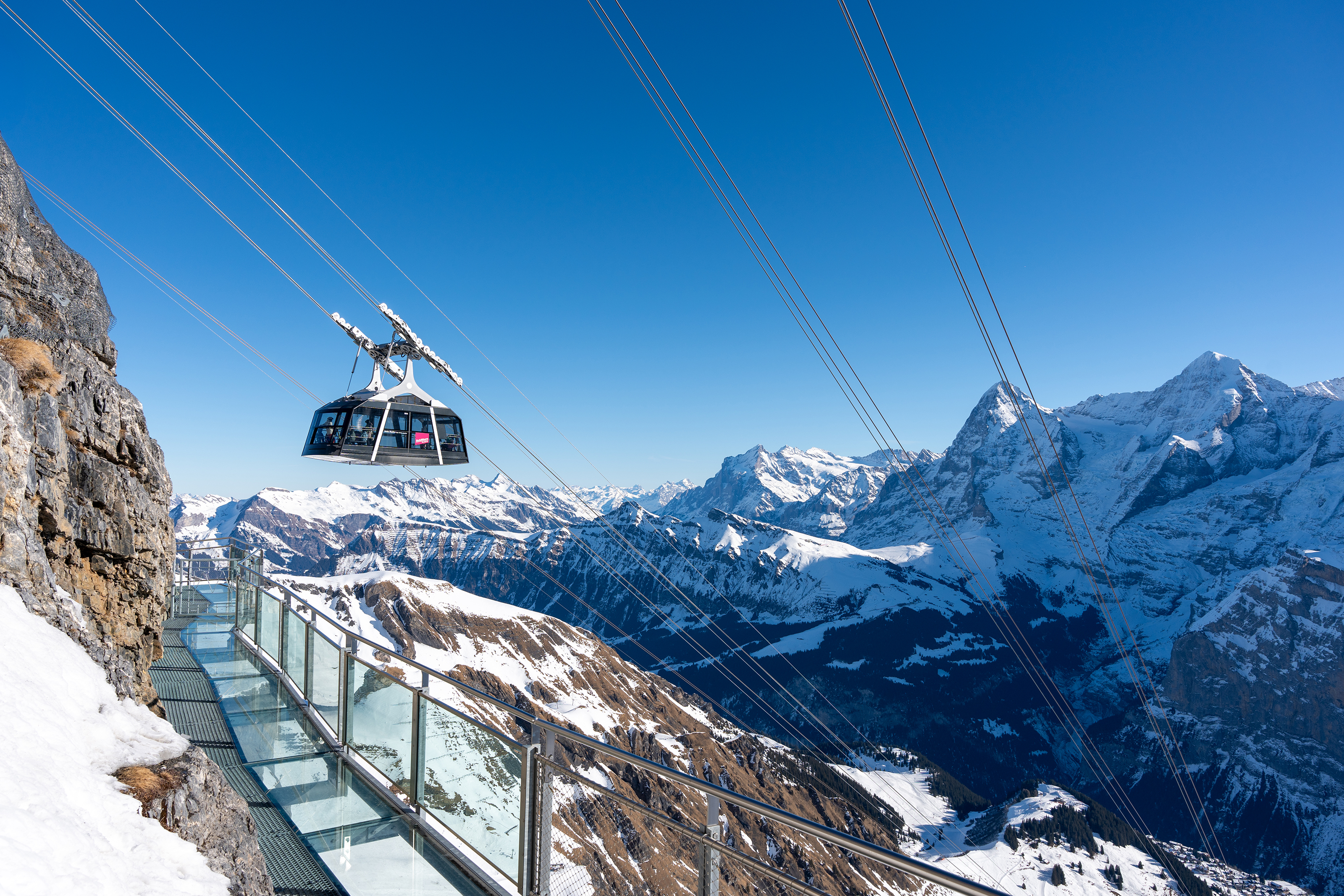
Gondelbahn

## Lage und Ausblick
Das Schilthorn steht zwischen dem oberen Lauterbrunnental und dem oberen Kiental. Sein Gipfel ist jedoch gegen das Lauterbrunnental vorgeschoben, so dass es nach allen Seiten dorthin entwässert. Seit dem Bau der Seilbahn ist der Gipfel mit der Bergstation und einem Drehrestaurant überbaut und daher alpinistisch kaum mehr von Interesse. Das Panorama ist beachtlich: Im Süden und jenseits des Lauterbrunnentals dominiert die ganze Hauptkette der Berner Alpen; im Norden und Westen ist der Blick frei über die zahllosen niedrigeren Gipfel hinweg bis zum Jura, den Vogesen und dem Schwarzwald.
Nach der SOIUSA-Einteilung liegt der Berg in den Berner Voralpen, die sich auf Teile der Freiburger, Berner und Emmentaler Alpen erstrecken, und ist somit deren höchster Gipfel.

## Luftseilbahnen
Seit 1967 führen mehrere aufeinander folgende Luftseilbahnen von Stechelberg in vier Sektionen auf das Schilthorn, seit Dezember 2024 in nur noch drei Sektionen:
- Stechelberg–Mürren
- Mürren–Birg
- Birg–Schilthorn

Seit dem 13. Dezember 2024 ist der Transport von Gästen und Gütern auf das Schilthorn mit der neuen Seilbahn Stechelberg–Mürren mit nur noch drei Sektionen möglich. Die neue Seilbahn ist die steilste Seilbahn der Welt, mit einer max. Neigung von 159,4 % (57,9°) und einer mittleren Neigung von 91,8 % (42,55°). Mit der Vereinbarung Ein Herz für Gimmelwald versichert die Schilthornbahn AG einen Betrieb der alten Bahnen von Stechelberg–Gimmelwald und Gimmelwald–Mürren bis mindestens 24. August 2035 mindestens im Stundentakt von 6:00 Uhr bis 24:00 Uhr, damit die Bevölkerung in Gimmelwald auch in Zukunft leicht erreichbar bleibt.
Mit dem Neubau der Seilbahnen, sind die jeweils zwei Kabinen der Seilbahn Mürren–Birg und Birg–Schilthorn unabhängig voneinander betreibbar, wodurch ein Betrieb an 365 Tagen im Jahr möglich ist, da die Revision der Gondeln und die dazugehörigen Seile nacheinander durchgeführt werden kann und die Seilbahnen weiterhin mit einer Gondel weiterbetrieben werden kann. Während der Revisionsarbeiten der ersten Sektion (Stechelberg–Mürren) können die bestehenden Seilbahnen Stechelberg–Gimmelwald und Gimmelwald–Mürren für den Transport von Gästen verwendet werden.
Auf der längsten Sektion Mürren–Birg überwindet die Luftseilbahn eine Höhendifferenz von 1039 Metern. Die direkte Fahrt von der Talstation in Stechelberg zum Gipfel dauert 22 Minuten (über Gimmelwald 32 Minuten).
Eine Besonderheit bildet die Station in Gimmelwald. Diese Station befindet sich exakt in der Mitte zwischen Stechelberg und Mürren. Da das Dorf Gimmelwald erschlossen werden musste und man die Kosten dafür möglichst tief halten wollte, wird das Zugseil dort nur umgelenkt. Die Gäste wechseln dennoch die Gondel in der Station Gimmelwald.
Am 29. Dezember 2004 ereignete sich an der erst 2003 erneuerten Sektion Mürren-Birg ein Tragseil-Teilriss an einem der seit 1965 genutzten Tragseile. Alle 53 Passagiere konnten mit dem Helikopter gerettet werden, der Betrieb wurde für die erforderliche Erneuerung der Seile für knapp zwei Monate unterbrochen. Als Ursache konnte später die mangelhafte Durchführung einer routinemässigen Tragseilverschiebung 1979 identifiziert werden, bei der das Seil unbemerkt beschädigt worden war. Sämtliche vergleichbar konstruierten Luftseilbahnen der Schweiz wurden daraufhin ergänzend geprüft.

### Geschichte der Schilthornbahn
1958 wurde ein «Fonds Pro Mürren» gebildet zur «Förderung von Bergbahnprojekten, Sportanlagen, Verschönerungen des Dorfbildes durch Verbesserungen der Kur- und Weganlagen». Das Projekt Stechelberg–Gimmelwald–Mürren–Birg–Schilthorn setzte sich gegen das Projekt Mürren–Allmendhubel–Engetal durch. Das Konzessionsgesuch für die Luftseilbahn auf das Schilthorn wurde am 3. Oktober 1959 an Bundesrat Giuseppe Lepori gerichtet. Zwei Jahre später wurde die Konzession erteilt, und somit konnten die Bauarbeiten im Jahr 1963 begonnen werden.
1965 waren die ersten drei Sektionen fertiggestellt. Die letzte Sektion wurde im Jahr 1967 abgeschlossen, jedoch reichte das Geld nur noch, um die Bergstation im Rohbau zu bauen. An diesem Punkt der Geschichte tritt die Produktion des James-Bond-Films Im Geheimdienst Ihrer Majestät auf. In der Romanvorlage von Ian Fleming reist James Bond auf den über dreitausend Meter hohen Berg «Piz Gloria». Dieser soll nur mit einer Seilbahn erreichbar sein. Im Auftrag der Filmproduzenten reiste der Deutsche Hubert Fröhlich durch Europa, um nach einem geeigneten Drehort Ausschau zu halten. Schliesslich erreichte er am 2. März 1968 Grindelwald, um sich die Jungfrau-Region anzusehen. Im Hotel Adler erblickte Fröhlich eine Postkarte der Schilthorn-Gipfelstation und sah genau das, was er gesucht hatte. Am nächsten Tag reiste er nach Mürren, und nach Gesprächen mit der Schilthornbahn konnte er der Produktionsfirma Eon Productions einen Drehort präsentieren. Nach den Vertragsverhandlungen zwischen beiden Parteien dauerten die Dreharbeiten rund um das Schilthorn vom 21. Oktober 1968 bis 17. Mai 1969. Die Abmachungen basierten auf einem einfachen Vertrag: Das Bahnunternehmen stellte den Drehort zur Verfügung, und die Filmproduzenten bezahlten den dauerhaften Ausbau des Gipfelgebäudes sowie alle Transport-, Betriebs- und Personalkosten der Schilthornbahn für die Dreharbeiten.
Das fehlende Interieur des Drehrestaurants konnten die Filmproduzenten nach ihren Bedürfnissen gestalten. Ein grosser Teil davon erfolgte in dauerhafter Bauweise für den späteren Tourismusbetrieb. Die Kabinen der Seilbahn wurden – unter Protest aus Naturschutzkreisen – orange eingefärbt und mit dem Blofeld-Wappen versehen. Der orange Anstrich der Gondeln war eigentlich nur für die Dauer des Films vorgesehen, er blieb allerdings bis zum Ersatz der Kabinen im Jahr 1995. Einen Helikopterlandeplatz liessen die Bond-Produzenten ebenfalls bauen, dieser dient heute als Aussichtsplattform.
Seit 2013 befindet sich in der Bergstation des Schilthorns eine interaktive Ausstellung rund um das Thema James Bond und den Film Im Geheimdienst Ihrer Majestät.
Im September 2021 hat das Bundesamt für Verkehr (BAV) die Plangenehmigung für einen Neubau der Seilbahn erteilt.
2023 wurde die Transportseilbahn "Käthi" abgebrochen und der Bau des Grossprojekts SCHILTHORNBAHN 20XX hat begonnen.
Am 14. Dezember 2024 wurde die steilste Seilbahn der Welt (Stechelberg - Mürren) eröffnet.
Die komplette Fertigstellung des Projektes ist im Frühjahr 2026 avisiert.
| 1961      | Erteilung der Konzession                                                                |
| 1962      | Gründung der Schilthornbahn AG                                                          |
| 1963      | Beginn der Bauarbeiten                                                                  |
| 1965      | Eröffnung der ersten drei Sektionen Stechelberg – Gimmelwald – Mürren – Birg            |
| 1966      | Eröffnung Skilift Engetal                                                               |
| 1967      | Eröffnung der Teilstrecke Birg – Schilthorn                                             |
| 1968      | Dreharbeiten "Im Geheimdienst Ihrer Majestät"                                           |
| 1969      | Eröffnung Drehrestaurant "Piz Gloria"                                                   |
| 1970      | Erstmals mehr als 1 Million Sektionsfrequenzen auf der Luftseilbahn                     |
| 1987      | Neubau Transportseilbahn Stechelberg – Mürren                                           |
| 1988–1990 | Ausbau Drehrestaurant "Piz Gloria"                                                      |
| 1989      | Erstmals mehr als 2 Millionen Sektionsfrequenzen auf der Luftseilbahn                   |
| 1993      | Inbetriebnahme Sesselbahnen Muttleren und Kandahar                                      |
| 1995      | Neue Panoramakabinen auf den Sektionen 1, 2 und 4                                       |
| 1998      | Neubau Sesselbahn Schiltgrat                                                            |
| 1998      | Übernahme Standseilbahn Mürren-Allmendhubel und Sportbahnen Mürren AG                   |
| 1999      | Renovation Standseilbahn Mürren - Allendhubel / Ausbau Panorama Restaurant Allmendhubel |
| 2000      | Umbau Transportseilbahn Stechelberg – Mürren (Konzession für Personentransport)         |
| 2001      | Neubau Sessellift Maulerhubel                                                           |
| 2002      | Bau Speichersee / 1. Etappe Beschneiungsanlage obere Hügel – Höhenlücke                 |
| 2003      | Neue Panoramakabinen Sektion 3                                                          |
| 2006      | Bau der kuppelbaren 4er Sesselbahn Riggli                                               |
| 2008      | 2. Etappe Beschneiungsanlage Höhelücke – Mürren                                         |
| 2009      | Bau der kuppelbaren 4er Sesselbahn Winteregg                                            |
| 2009      | Bau der 2er Sesselbahn Allmiboden                                                       |
| 2011      | Umbau Bistro Birg                                                                       |
| 2013      | Neubau BOND WORLD - Piz Gloria                                                          |
| 2013      | Bau Aussichtsplattform PIZ GLORIA VIEW                                                  |
| 2014      | Bau Kinderspielplatz FLOWER PARK Allmendhubel                                           |
| 2014      | Bau Aussichtsplattform SKYLINE WALK, Birg                                               |
| 2014      | Neubau Skilift Allmendhubel                                                             |
| 2014      | Neubau Skilift Gimmeln                                                                  |
| 2014      | Eröffnung SKYLINE SNOWPARK                                                              |
| 2015      | Eröffnung WALK OF FAME, Piz Gloria                                                      |
| 2016      | Neubau und Eröffnung THRILL WALK, Birg                                                  |
| 2016      | Eröffnung FLOWER TRAIL, Allmendhubel                                                    |
| 2016–17   | Sanierung und Ausbau Piz Gloria                                                         |
| 2017      | Erstmals mehr als 3 Millionen Sektionsfrequenzen auf der Luftseilbahn                   |
| 2017–19   | 3. Etappe Beschneiungsanlage entlang Schiltgrat, Allmiboden, Maulerhubel, Winteregg     |
| 2019      | Kauf Hotel Blumental, Mürren                                                            |
| 2021      | Umzug Direktion von Interlaken nach Stechelberg                                         |
| 2022–23   | Bau Wasserversorgung Birg und Schilthorn                                                |
| 2022      | Sanierung Sonnenterrasse Panorama Restaurant Allmendhubel                               |
| 2023      | Abbruch Transportseilbahn "Käthi" und Baustart SCHILTHORNBAHN 20XX                      |
| 2024      | Ausbau Förderleistung Sesselbahn Winteregg                                              |
| 2024      | Eröffnung steilste Seilbahn der Welt / Direktverbindung Stechelberg - Mürren            |
| 2025      | Eröffnung Funifor-Bahn Birg - Schilthorn (1. Spur)                                      |
| 2025      | Rückbau alte Pendelbahn Mürren - Birg nach 60 Betriebsjahren                            |
| 2025      | Bau Personalhaus in Mürren                                                              |

## Zustiege
Das Schilthorn kann von allen Seiten auf alpinen Pfaden bestiegen werden, insbesondere von Mürren her über den Ostgrat und vom Kiental BE über den Westgrat.

## Skiabfahrten
Im Skigebiet Mürren-Schilthorn gibt es 26 Skipisten auf 54 Pistenkilometern (Stand: 2024). Davon sind 9 (19 km) blau (leicht), 10 rot (23 km) (mittelschwer), 7 schwarz (12 km) (schwer). Davon sind zwei rote Pisten immer unpräpariert (Abfahrtsroute Gimmelwald und Abfahrtsroute Finel).
Liste der schwarzen Pisten: (Nummern) 9, 10, 12, 14, 16, 17, 21
Liste der blauen Pisten: (Nummern) 2, 4, 6, 7, 8, 11, 20, 23, 26
Liste der roten Pisten: (Nummern) 1, 3, 5, 13, 15, 22, 24, 25, 26, 27
Die Piste 26 existiert doppelt, als blaue Piste und als rote unpräparierte Piste. Die Pisten 18 und 19 sind über die Jahre verschwunden bzw. umbenannt worden.
Das Schilthorn ist für gute Skifahrer und Freerider gut geeignet. Lediglich eine schwarze Piste (Piste 10) führt vom Schilthorn mit 75 % Neigung ins Engetal. Die steilste Piste im Gebiet (Piste 9) führt von Birg ins Engetal und hat eine Steigung von 88 %, womit sie die steilste Piste in der gesamten Jungfrau-Region ist. Die Talabfahrt nach Mürren (Kanonenrohr, Piste 16) ist ebenfalls sehr anspruchsvoll. Rund um das Piz Gloria befindet sich ein sehr grosses, ungesichertes Freeridegebiet. Sehr beliebt ist die Abfahrt "Nordhang" und "Totenkopf" sowie die Abfahrt durch das malerische "Saus Tal" nach Isenfluh. Die Wildruhezonen und das Lawinenbulletin sind zu beachten.

## Regelmässige Veranstaltungen

### Inferno-Abfahrtslauf
1928 riefen englische Skipioniere die erste Austragung des Infernorennens ins Leben. Aktuell fahren jedes Jahr 1850 Personen auf ihren Ski gegen die Uhr. Die Strecke führt von knapp unterhalb des Schilthorns über 14,9 Kilometer und 1990 Höhenmeter bis ins Tal nach Lauterbrunnen. Falls es die Schneeverhältnisse nicht erlauben, bis nach Lauterbrunnen zu fahren, befindet sich das Ziel bereits in Mürren.

### Inferno Triathlon
Alljährlich im August findet der Inferno Triathlon statt. Die Athleten starten mit der Schwimmstrecke in Thun. Nach 3,1 Kilometern Schwimmen im Thunersee, 97 Kilometern auf dem Rennvelo bis nach Grindelwald (2145 Meter Steigung) und 30 Kilometern auf dem Mountainbike über die Kleine Scheidegg bis nach Stechelberg (1180 Steigungsmeter) führt der Berglauf die Athleten über eine Strecke von 25 Kilometern und 2175 Höhenmetern bis ins Ziel auf dem Schilthorn.